# NGC 3935
NGC 3935 (również PGC 37183 lub UGC 6843) – galaktyka spiralna (Sb), znajdująca się w gwiazdozbiorze Wielkiej Niedźwiedzicy. Odkrył ją John Herschel 29 kwietnia 1827 roku.